# Phyllopezus periosus
Phyllopezus periosus är en ödleart som beskrevs av  Rodrigues 1986. Phyllopezus periosus ingår i släktet Phyllopezus och familjen geckoödlor. Inga underarter finns listade i Catalogue of Life.